# The Quantum Enigma
The Quantum Enigma è il sesto album del gruppo musicale symphonic metal Epica, pubblicato il 30 aprile in Giappone, il 2 maggio 2014 in Europa, il 5 maggio 2014 nel Regno Unito e il 13 maggio 2014 negli Stati Uniti e nel resto del mondo.
Si tratta del primo album del gruppo realizzato con il bassista Rob van der Loo e con il produttore Joost van den Broek.

## Tematiche

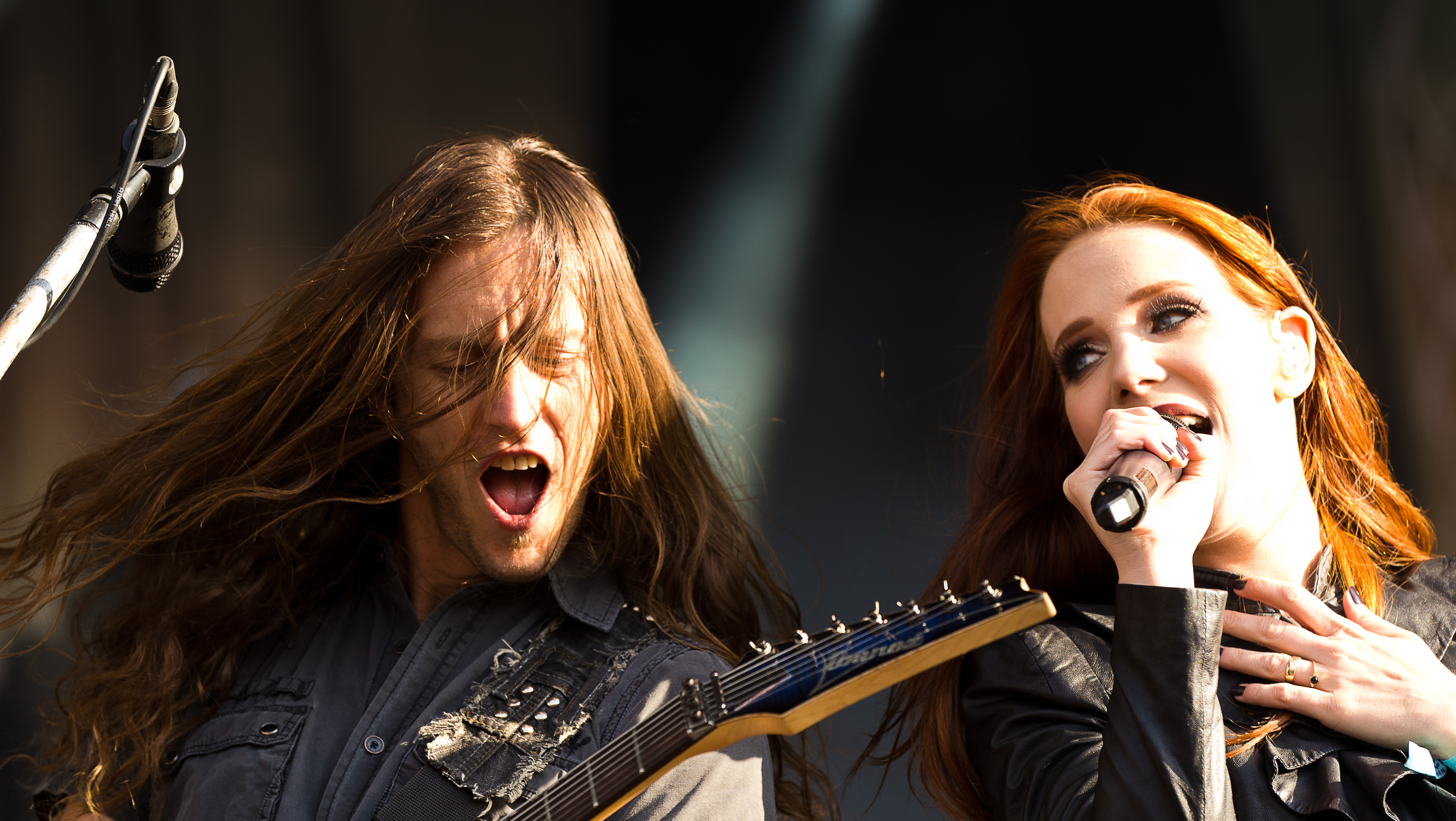
Mark Jansen (sinistra) e Simone Simons (destra), autori dei testi dell'album

Le tematiche principali dell'album sono due: la realtà come illusione dei sensi e il ciclo di vita e morte nella condizione umana.

Viene ripreso il discorso iniziato nel 2009 con Design Your Universe riguardo alla teoria del "Paradigma Olografico" di David Bohm e Karl Pribram, con anche dei riferimenti al Buddhismo e alle filosofie orientali, nonché a Immanuel Kant, Arthur Schopenhauer e Platone. Relativamente a questo tema, Simons ha dichiarato:

Il chitarrista Isaac Delahaye ha spiegato che «L'"Enigma" nasce dall'idea che quando stai osservando qualcosa stai anche determinando la sua essenza. Hai mai sentito parlare dell'esperimento della doppia fenditura? [...] Le cose sono come sono solo perché sono state considerate tali». Jansen ha invece descritto il concetto con la seguente dichiarazione:
 Lo stesso, intervistato da Faceculture, ha fornito una seconda argomentazione dell'album:
Per questi motivi titletrack dell'album è stata scelta per essere la seconda parte di Kingdom of Heaven, brano contenuto in Design Your Universe e che è a sua volta la quinta parte della saga-concept A New Age Dawns iniziata in Consign to Oblivion. L'influenza del pensiero buddhista echeggia inoltre nel brano anti-cartesiano Reverence - Living in the Heart, ispirato dalla lettura del libro Living in the Heart di Drunvalo Melchizedek e che parla dell'importanza psicologica ed esistenziale del non identificarsi con i propri pensieri, e in The Essence of Silence, che parla di meditazione e mindfulness come sollievo dalla depressione e dal'ansia.
Quanto al ciclo di vita e morte e alla fragilità dell'esistenza umana, tale tema assume importanza nella titletrack e in Omen - The Goulish Malady, in quest'ultimo caso ponendo l'attenzione sul senso di comunione e fratellanza derivato dal riconoscere che tutti noi umani soffriamo e che collaborando possiamo affrontare meglio gli ostacoli della vita, mentre in The Second Stone la fragilità umana si lega alla malattia di Alzheimer e nella ballata Canvas of Life alla storia di Simons morta nello stesso periodo in cui la cantante ha partorito il primo figlio. Anche la traccia bonus In All Conscience parla di lutto, mentre Dreamscape è stata ispirata dall'arte di Salvador Dali e Frida Kahlo. I brani Chemical Insomnia e Natural Corruption parlano invece rispettivamente dell'insonnia indotta dall'astinenza da sonniferi e delle false opere buone di certe associazioni di beneficenza truffaldine.

## Stile musicale
Mark Jansen ha dichiarato che il sesto album sarebbe stato caratterizzato da sonorità molto aggressive e brutali, soprattutto per quanto riguarda le parti di chitarra, basso e batteria, ma nel quale è stata data anche grande importanza alla melodia e alla creazione di ritornelli particolarmente orecchiabili. Jansen ha aggiunto che The Quantum Enigma riprende il sound di Design Your Universe fondendolo con influenze provenienti dai primi album degli Epica e con elementi totalmente nuovi nelle sonorità del gruppo. Tra l'altro, l'album è stato registrato con l'ausilio di una vera orchestra e Isaac Delahaye ha parlato di un album molto orchestrale, pomposo, ricco di cori, con meno growl e su cui è stato fatto un lungo e accurato labor limae. Simone Simons ha aggiunto che si tratta di un album compatto, equilibrato, vario e in grado di bilanciare melodie spacca-cervello e parti di metal estremo.
In sintesi, The Quantum Enigma unisce in modo nuovo, moderno e fresco gli elementi caratterizzanti delle sonorità degli Epica. Viene quindi presentata una solida base symphonic metal con influenze thrash, melodic death, power, in alcuni brani, melodic black, gothic e folk, fino quasi a sfiorare il djent in almeno un brano. Sono presenti anche passaggi ispirati alla musica tradizionale dell'Estremo Oriente, soprattutto cinese, mentre le linee vocali presentano una forte attenzione alla melodia che talvolta sfiora il pop. Rispetto agli album precedenti, le strutture dei brani sono state semplificate e rese più dirette e lineari, riducendo le influenze progressive, che però permangono nei cambi di tempo e umore presenti in alcuni brani.
L'introduzione Originem presenta degli archi campionati da Leaving Too Soon, bonus track dell'album Silverthorn dei Kamelot composta da Bob Katsionis. 
Tutta la musica è stata scritta e arrangiata dagli Epica e Joost van der Broek, fatta eccezione per Originem, scritta e arrangiata da Bob Katsionis, Joost van der Broek e dagli Epica. La sezione centrale di Victims of Contingecy è stata scritta insieme a Jack Driessen e Frank Schiphorst, mentre The Fifth Guardian è stata co-scritta da Coen Janssen e Miro Rodenberg. Le linee vocali, inoltre, sono state co-scritte da Sascha Paeth e da Joost van der Broek.

## Copertina
La copertina di The Quantum Enigma è stata realizzata da Stefan Heilemann, già collaboratore del gruppo per le copertine dei due album precedenti. Mostra una montagna con un occhio ispirata al dipinto L'Isola dei Morti e che rappresenta il mondo che possiamo vedere. Sotto c'è il mondo sottomarino, che è molto più grande e rappresenta ciò che non possiamo vedere. Le barche e i sottomarini rappresentano la curiosità umana e la ricerca delle risposte alle domande della vita. Il Buddha rappresenta la spiritualità, mentre il DNA e le molecole rappresentano la scienza, la materialità e il ciclo di vita e morte. Ci sono anche dei simboli che rappresentano i quattro elementi.
La copertina in realtà è solo una parte dell'opera di Heilemann; infatti il booklet si presenta come un grande dipinto in cui un cervello umano, ingannato dai sensi, genera l'illusione della nascita, l'illusione della vita, l'illusione della morte e l'illusione del mondo materiale. Tutto ciò sintetizza bene le due tematiche principali dell'album: la realtà come illusione dei sensi e il ciclo di vita e morte nell'esistenza umana.

## Promozione
Il primo brano di The Quantum Enigma presentato dal vivo è stato Dreamscape, in occasione della conferenza di presentazione del Pinkpop Festival tenutasi l'11 marzo 2014; tale brano sarebbe stato pubblicato soltanto nell'edizione earbook dell'album.
Il 14 marzo è stato pubblicato per il download digitale il primo singolo The Essence of Silence, accompagnato da un lyric video cinque giorni più tardi. Il secondo singolo è stato Unchain Utopia, pubblicato digitalmente l'8 aprile 2014; per esso era inizialmente previsto un videoclip, ma il gruppo, non essendo stato soddisfatto del prodotto finale, ha deciso di pubblicare al suo posto un lyric video, uscito il 23 maggio. Come terzo brano estratto per promuovere l'album è stato scelto Victims of Contingency, il cui videoclip è stato pubblicato il 30 ottobre 2014. A ciò si aggiungono gli "aftermovie" filmati dalla Panda Production durante alcune tappe del The Quantum Enigma World Tour; cinque di essi sono stati rispettivamente dedicati a The Second Stone, Victims of Contingency, Natural Corruption, Chemical Insomnia e In All Conscience. Durante il tour sono stati inoltre girati e pubblicati i videoclip live di Unchain Utopia, The Essence of Silence e The Obsessive Devotion, quest'ultimo brano tratto dall'album The Divine Conspiracy.
The Quantum Enigma è stato commercializzato in cinque versioni differenti: standard, digipak, earbook, doppio vinile e download digitale. Ciascuna delle quattro versioni speciali è caratterizzata da una bonus track differente (rispettivamente In All Conscience, Dreamscape, Memento e Banish Your Illusion). L'edizione digipak inoltre contiene un secondo disco contenente quattro brani riarrangiati in chiave acustica, mentre la versione earbook contiene anche un terzo disco che racchiude le versioni strumentali dei brani dell'album. Per il mercato giapponese e coreano, invece, The Quantum Enigma è stato pubblicato con una bonus track non presente nelle altre versioni: Mirage of Verity. Questo brano è presente pure nella versione messicana dell'album, che include anche In All Conscience.
Dopo aver preso parte a vari festival in quattro continenti, gli Epica hanno promosso The Quantum Enigma attraverso un primo tour mondiale svolto tra il 2014 e il 2015, durante il quale si sono alternati in qualità di gruppi d'apertura artisti come DragonForce, Dagoba, Diablo Blvd, Amberian Dawn e Xandria. Il tour sudamericano del 2015, invece, ha visto come unico gruppo di supporto i DragonForce. Gli Epica si sono esibiti anche al Witchfest di Pretoria (Sudafrica), primo loro concerto nel continente africano, e al Mood Indigo Festival di Mumbai (India). Il sestetto si sarebbe dovuto esibire anche in Nord America, insieme a Battlecross, Children of Bodom e Machine Head, ma le date sono state successivamente cancellate per volere di quest'ultimo gruppo. Ciò nonostante, il successo di The Quantum Enigma e del rispettivo tour mondiale hanno permesso agli Epica di vincere il "Music Export Award", premio che li certifica come il gruppo olandese con il maggiore successo internazionale. La cerimonia di premiazione si è svolta il 5 giugno 2015. È la prima volta che gli Epica vincono questo premio, andando ad affiancare artisti come Within Temptation, André Rieu, Tiësto, Earth and Fire e George Baker.

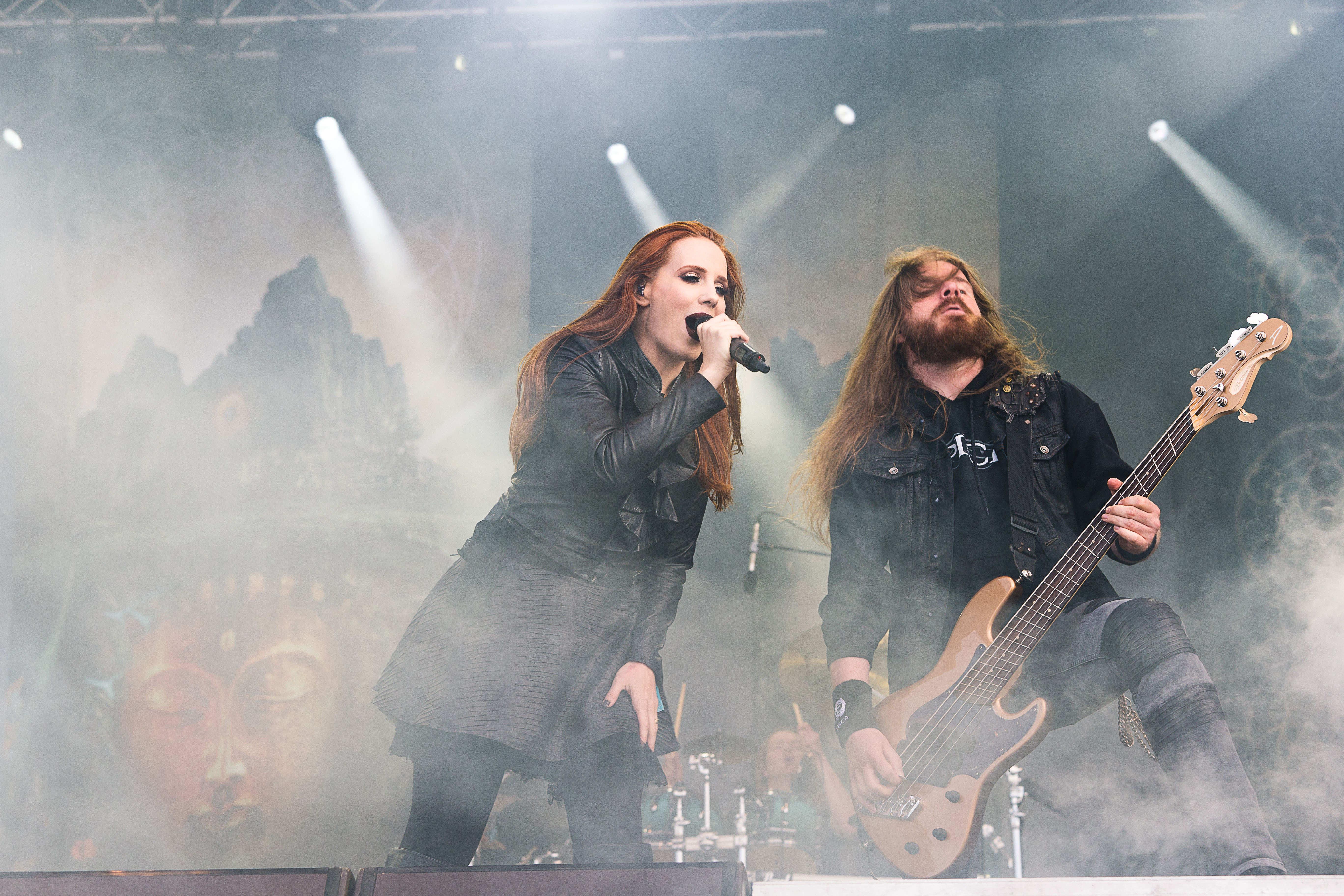
Simons e van der Loo sul palco del Rockharz 2015

Durante l'estate, gli Epica hanno partecipato a vari festival, a seguito dei quali avrebbero dovuto intraprendere un tour nordamericano da co-healiner insieme agli Eluveitie e con i The Agonist come gruppo spalla. Purtroppo, alla moglie di Coen Jansen è stato diagnosticato un cancro, costringendo il tastierista a rinunciare al tour per starle accanto, mentre il padre di Simone Simons ha avuto un infarto, cosa ha portato la cantante a decidere di raggiungerlo nei Paesi Bassi. Per questi motivi, il gruppo è stato costretto ad annullare il tour nordamericano, rivelando tuttavia che sarebbe ripartito il prima possibile. La conferma è arrivata il 21 ottobre.
Negli ultimi tre mesi del 2015, gli Epica hanno intrapreso un nuovo tour europeo. In Francia, Italia e Regno Unito, il gruppo è stato supportato dagli Eluveitie e dagli Scar Symmetry, mentre in Germania, Polonia e Repubblica Ceca gli Eluveitie sono stati co-headliner; in Turchia, invece, i concerti sono stati aperti dai Finntroll. Coen Janssen è stato assente fino al 7 novembre per stare accanto alla moglie ed è stato quindi temporaneamente sostituito da Ruben Wijga dei ReVamp.
Il 22 novembre 2015, a Eindhoven, si è svolto l'Epic Metal Fest, primo festival organizzato dagli Epica. L'evento ha visto la partecipazione degli stessi Epica e di altri otto gruppi: Dagoba, Delain, Eluveitie, Fear Factory, Moonspell, Periphery, Scar Symmetry e Sepultura. Questi ultimi sono stati co-headliner.
Tra gennaio e febbraio 2016, come preannunciato, gli Epica hanno intrapreso un nuovo tour in Canada e Stati Uniti d'America, con i Moonspell e gli Starkill come gruppi di apertura. Subito dopo, a marzo 2016, gli Epica sono andati in tour in Australia e Nuova Zelanda, supportati dai Voyager. Nello stesso mese, il sestetto ha chiuso la tournée mondiale ad Hong Kong e in Cina. Nondimeno la band si è esibita anche in vari festival estivi, tra cui una al Rock In Roma assieme ai Nightwish e agli Apocalyptica.
L'11 settembre 2020 è stato pubblicato digitalmente la raccolta The Quantum Enigma B-Sides, che riunisce tutte le tracce bonus precedentemente divise in sei versioni diverse dell'album.

## Accoglienza
| Recensione          | Giudizio |
| ------------------- | -------- |
| All About the Rock  |          |
| Ashladan            | 89/100   |
| Femme Metal Webzine | 90/100   |
| Infernal Masquerade | 96/100   |
| Lady Obscure        |          |
| Metalfan            | 87/100   |
| MetalTalk           |          |
| Metal Kaoz          |          |
| Metal Mouth         |          |
| Metal Observer      |          |
| Metal Temple        |          |
| Metal Underground   |          |
| Planetmosh          |          |
| Powermetal.de       |          |
| RockHard            |          |
| Sonic Cathedral     |          |
| Sputnikmusic        |          |
| ThisIsNotAScene     |          |
| The Metal Review    |          |
| Whiplash.net        |          |

I critici hanno definito The Quantum Enigma come «energico», «atmosferico», «ben strutturato», «emozionante», «complesso», «ispirato», «fresco», «moderno» e «magistralmente arrangiato e interpretato». Addirittura alcuni recensori affermano che quest'album abbia portato gli Epica a un livello superiore. In generale, The Quantum Enigma ha ricevuto quasi solamente recensioni positive e voti altissimi, lodando i testi, la produzione e la performance dei musicisti. In particolare in molti hanno sottolineato i miglioramenti vocali di Simone Simons.

## Tracce
1. Originem – 2:11 (testo: Mark Jansen – musica: Bob Katsionis, Epica)
2. The Second Stone – 5:00 (testo: Simone Simons – musica: Isaac Delahaye, Epica)
3. The Essence of Silence – 4:47 (testo: Mark Jansen – musica: Ariën van Weesenbeek, Epica)
4. Victims of Contingency – 3:31 (testo: Mark Jansen – musica: Mark Jansen, Epica)
5. Sense Without Sanity (The Impervious Code) – 7:42 (testo: Mark Jansen – musica: Mark Jansen, Epica)
6. Unchain Utopia – 4:45 (testo: Simone Simons – musica: Isaac Delahaye, Epica)
7. The Fifth Guardian (Interlude) – 3:04 (musica: Isaac Delahaye)
8. Chemical Insomnia – 5:12 (testo: Simone Simons – musica: Isaac Delahaye, Epica)
9. Reverence (Living in the Heart) – 5:02 (testo: Mark Jansen – musica: Ariën van Weesenbeek, Epica)
10. Omen (The Ghoulish Malady) – 5:28 (testo: Mark Jansen – musica: Mark Jansen, Epica)
11. Canvas of Life – 5:28 (testo: Simone Simons – musica: Coen Janssen, Epica)
12. Natural Corruption – 5:24 (testo: Simone Simons – musica: Isaac Delahaye, Epica)
13. The Quantum Enigma (Kingdom of Heaven Part II) – 11:53 (testo: Mark Jansen – musica: Mark Jansen, Epica)

Traccia bonus nell'edizione Digipak
1. In All Conscience – 5:04 (testo: Simone Simons – musica: Rob van der Loo, Epica)

Traccia bonus nell'edizione Earbook
1. Dreamscape – 4:59 (testo: Simone Simons – musica: Rob van der Loo, Epica)

Traccia bonus nell'edizione digitale
1. Banish Your Illusion – 6:11 (testo: Mark Jansen – musica: Mark Jansen, Epica)

Traccia bonus nell'edizione LP
1. Memento – 4:12 (testo: Simone Simons – musica: Ariën van Weesenbeek, Epica)

Traccia bonus nell'edizione giapponese
1. Mirage of Verity – 6:00 (testo: Mark Jansen – musica: Rob van der Loo, Epica)

Traccia bonus nell'edizione messicana
1. In All Conscience – 5:04 (testo: Simone Simons – musica: Rob van der Loo, Epica)
2. Mirage of Verity – 6:00 (testo: Mark Jansen – musica: Rob van der Loo, Epica)

Acoustic Tracks – CD 2 presente nelle edizioni Digipak e Earbook
1. Canvas of Life (Acoustic Version) – 4:51 (testo: Simone Simons – musica: Coen Janssen, Epica)
2. In All Conscience (Acoustic Version) – 4:17 (testo: Simone Simons – musica: Rob van der Loo, Epica)
3. Dreamscape (Acoustic Version) – 4:49 (testo: Simone Simons – musica: Rob van der Loo, Epica)
4. Natural Corruption (Acoustic Version) – 4:49 (testo: Simone Simons – musica: Isaac Delahaye, Epica)

Instrumental Tracks – CD 3 presente nell'edizione Earbook
1. Originem – 2:11 (musica: Bob Katsionis, Epica)
2. The Second Stone – 5:00 (musica: Isaac Delahaye, Epica)
3. The Essence of Silence – 4:47 (musica: Ariën van Weesenbeek, Epica)
4. Victims of Contingency – 3:31 (musica: Mark Jansen, Epica)
5. Sense Without Sanity – 7:42 (musica: Mark Jansen, Epica)
6. Unchain Utopia – 4:45 (musica: Isaac Delahaye, Epica)
7. The Fifth Guardian – 3:04 (musica: Isaac Delahaye)
8. Chemical Insomnia – 5:12 (musica: Isaac Delahaye, Epica)
9. Reverence – 5:02 (musica: Ariën van Weesenbeek, Epica)
10. Omen – 5:28 (musica: Mark Jansen, Epica)
11. Canvas of Life – 5:28 (musica: Coen Janssen, Epica)
12. Natural Corruption – 5:24 (musica: Isaac Delahaye, Epica)
13. The Quantum Enigma – 11:53 (musica: Mark Jansen, Epica)

## Formazione
Gruppo
- Simone Simons – voce, arrangiamenti orchestrali
- Mark Jansen – chitarra ritmica, grunt e scream, arrangiamenti orchestrali
- Isaac Delahaye – chitarra solista, acustica e classica, arrangiamenti orchestrali
- Rob van der Loo – basso, arrangiamenti orchestrali
- Coen Janssen – sintetizzatore, pianoforte, arrangiamento coro, arrangiamenti orchestrali
- Ariën van Weesenbeek – batteria, grunt, voce parlata, arrangiamenti orchestrali

Altri musicisti
- Marcela Bovio – voci di sottofondo
- Maria van Nieukerken – direzione del coro
- Miro Rodenberg – arrangiamenti orchestrali
- Joost van den Broek – arrangiamenti orchestrali
- Alfrun Schmid – soprano
- Frederique Klooster – soprano
- Martha Bosch – soprano
- Silvia da Silva Martinho – soprano
- Annemieke Nuijten – soprano
- Astrid Krause – contralto
- Annette Stallinga – contralto
- Annette Vermeulen – contralto
- Karen Langendonk – contralto
- Daan Verlaan – tenore
- Koert Braches – tenore
- Ruben de Grauw – tenore
- Andreas Goetze – basso
- Angus van Grevenbroek – basso
- Jan Douwes – basso
- Ben Mathot – primo violino
- Marleen Wester – primo violino
- Ian de Jong – primo violino
- Emma van der Schalie – primo violino
- Merel Jonker – primo violino
- Judith van Driel – secondo violino
- Floortje Beljon – secondo violino
- Loes Dooren – secondo violino
- Vera van der Bie – secondo violino
- Mark Mulder – viola
- Adriaan Breunis – viola
- Amber Hendriks – viola
- David Faber – violoncello
- Annie Tangberg – violoncello
- Jan Willem Troost – violoncello
- Thomas van Geelen – violoncello
- Daniël de Jongh – voce maschile aggiuntiva (traccia 13)

Produzione
- Joost van den Broek – produzione, ingegneria del suono, editing
- Epica – produzione
- Jos Driessen – ingegneria, montaggio
- Maarten de Peijper – ingegneria
- Jacob Hansen – missaggio
- Darius van Helfteren – mastering

## Classifiche
| Classifica (2014)          | Posizione massima |
| -------------------------- | ----------------- |
| Austria                    | 30                |
| Belgio (Fiandre)           | 33                |
| Belgio (Vallonia)          | 45                |
| Canada                     | 66                |
| Canada (hard)              | 7                 |
| Finlandia                  | 26                |
| Francia                    | 47                |
| Germania                   | 11                |
| Giappone                   | 68                |
| Paesi Bassi                | 4                 |
| Regno Unito                | 53                |
| Regno Unito (rock & metal) | 2                 |
| Repubblica Ceca            | 47                |
| Spagna                     | 62                |
| Stati Uniti                | 110               |
| Stati Uniti (hard rock)    | 5                 |
| Stati Uniti (independent)  | 17                |
| Stati Uniti (rock)         | 27                |
| Stati Uniti (tastemaker)   | 20                |
| Svezia (rock)              | 14                |
| Svizzera                   | 17                |
| Ungheria                   | 30                |

## Date di pubblicazione
| Paese                    | Data di pubblicazione | Formato                                | Etichetta     |
| ------------------------ | --------------------- | -------------------------------------- | ------------- |
| Giappone e Corea del Sud | 30 aprile 2014        | CD                                     | Avalon        |
| Europa                   | 2 maggio 2014         | CD, 2 CD, 3 CD, 2 LP download digitale | Nuclear Blast |
| Regno Unito              | 5 maggio 2014         | CD, 2 CD, 3 CD, 2 LP download digitale | Nuclear Blast |
| Stati Uniti              | 13 maggio 2014        | CD, 2 CD, 3 CD, 2 LP download digitale | Nuclear Blast |